# Triságio

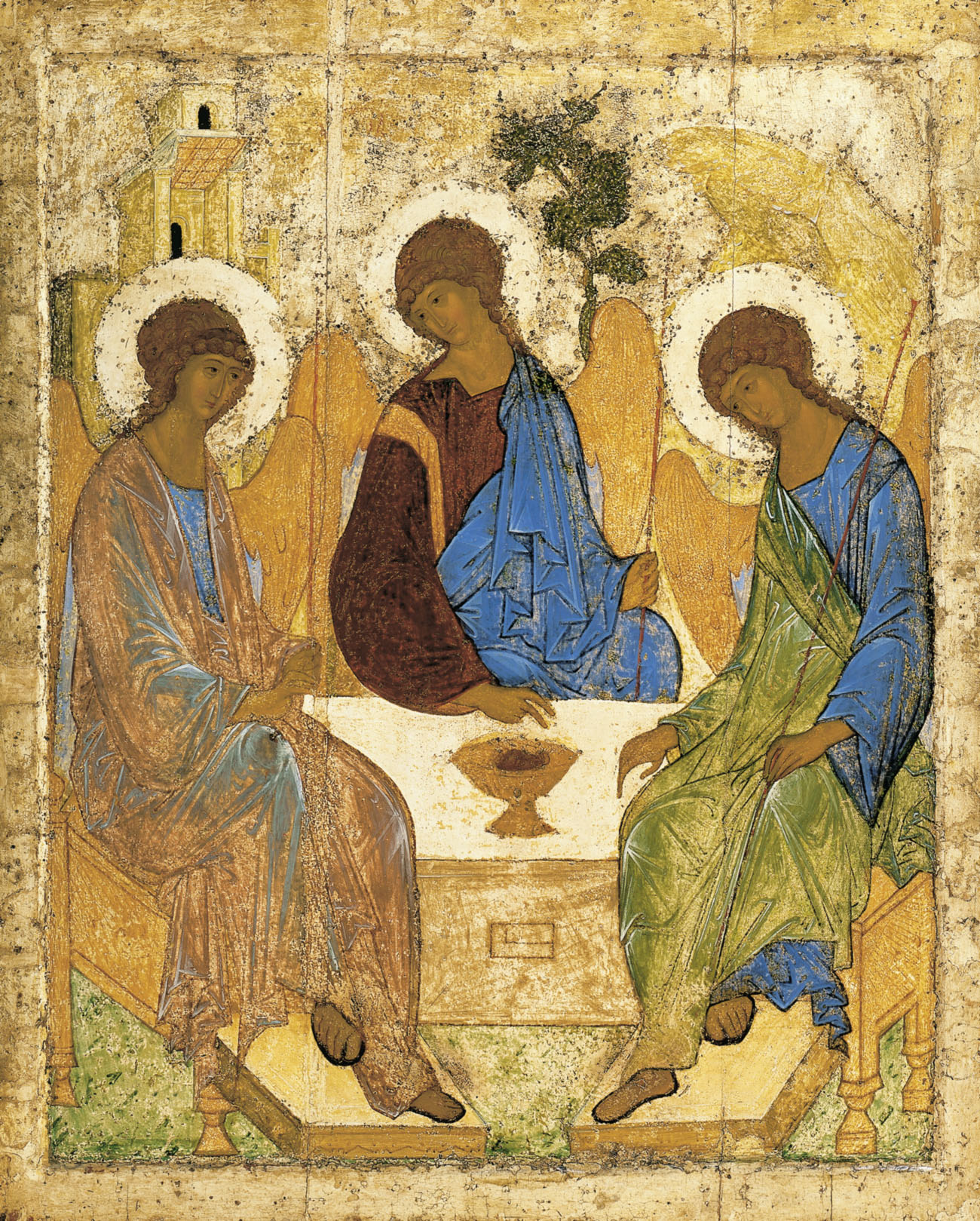
Ícone da por Andrei Rublev, c. 1400 (Galeria Tretyakov, Moscou)

O Trisagion ( em grego:  Τρισάγιον; 'Três Vezes Santo'), às vezes chamado por sua linha de abertura Agios O Theos,  é um hino padrão da Divina Liturgia na maioria das igrejas Ortodoxas Orientais, Ortodoxas Ocidentais, Ortodoxas Orientais e Católicas Orientais.
Nas igrejas que usam o Rito Bizantino, o Trisagion é cantado imediatamente antes do Prokeimenon e da leitura da Epístola. Ela também está incluída em um conjunto de orações que leva seu nome, chamadas Orações do Trisagion, que fazem parte de vários serviços (Horas, Vésperas, Matinas e como parte das orações de abertura da maioria dos serviços).
É mais proeminente na Igreja Latina por seu uso na Sexta-feira Santa. Também é usado na Liturgia das Horas e em algumas devoções católicas.

## Forma da oração
A oração do Triságio é uma oração antiga no cristianismo.
Em grego:
Ἅγιος ὁ Θεός, Ἅγιος ἰσχυρός, Ἅγιος ἀθάνατος, ἐλέησον ἡμᾶς.

Hágios ho Theós, Hágios iskhūrós, Hágios āthánatos, eléēson hēmâs.
Em latim:
Sanctus Deus, Sanctus Fortis, Sanctus Immortalis, miserere nobis.

## História

### Origens tradicionais

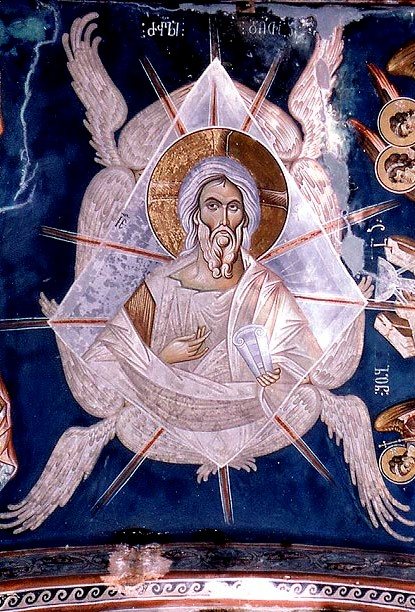
Um ícone de Cristo, o Ancião dos Dias, afresco em Ubisi, Geórgia

A frase grega Trisagion pode ser traduzida como "Três Vezes Santo". Neste hino, Deus é descrito como santo em três qualidades diferentes: Agios o Theos significa "Deus Santo".
O hino é muito antigo e talvez muito mais antigo do que o evento atribuído pelo Menológio Grego como conectado à sua origem. A tradição conta que durante o reinado de Teodósio II (408–450) Constantinopla foi abalada por um violento terremoto, em 24 de setembro, e que enquanto o povo, o imperador e o Patriarca Proclo de Constantinopla (434–446) rezavam por assistência celestial, uma criança foi subitamente erguida no ar, a quem todos clamaram Kyrie eleison ('Senhor, tem misericórdia'). A criança foi então vista descendo novamente à terra e, em voz alta, exortou o povo a orar: 'Deus Santo, Deus Forte, Deus Imortal'.
Os primeiros usos conhecidos na liturgia cristã vêm da inscrição de prata de Frankfurt, datada entre 230 e 270. Outros exemplos são conhecidos do século IV.
O hino foi uma das exclamações dos padres no Concílio de Calcedônia (451), e é comum não apenas a todas as liturgias orientais gregas, mas foi usado também na liturgia galicana (ver Saint Germain de Paris, falecido em 576), o que mostra que o hino é antigo. Alguns acreditam que seja extremamente antigo, talvez de origem apostólica. No entanto, isso vai contra a tradição da menologia em relação à sua origem.
A Igreja Ortodoxa Copta e a Igreja Apostólica Armênia acreditam que o Trisagion se originou de Nicodemos. Ao retirar o corpo de Cristo da cruz com José de Arimatéia, Nicodemos viu os olhos de Jesus Cristo abertos e então gritou "Deus Santo, Deus Poderoso, Deus Imortal". Tradicionalmente, também é considerada uma prova de que sua Divindade não se separou de sua humanidade.

### Grego e latim
A Liturgia Galicana refere-se a ela como sendo cantada tanto em grego quanto em latim: Incipiente præsule ecclesia Ajus [isto é, Agios] psallit, dicens latinum cum græco, como também anteriormente apenas em grego, antes da Prophetia. Bento XIV pensava que a fórmula grega se unia à latina em alusão à voz divina ouvida em Constantinopla. Mas a explicação parece dificilmente necessária, tendo em vista a retenção de Kyrie eleison na Liturgia Romana, bem como palavras hebraicas como Amém, Aleluia, Hosana, Sabaoth. É verdade que o Kyrie eleison não está ligado a uma versão latina; por outro lado, é tão simples e ocorre com tanta frequência que seu significado poderia ser facilmente aprendido e lembrado - enquanto todo o Triságio poderia muito bem receber uma versão paralela em Latim.

### Modificações na história
Várias adições ou modificações feitas ao Triságio em certos pontos da história foram objeto de considerável controvérsia. De acordo com o Pseudo-Zacharias Rhetor, a frase "que foste crucificado por nós" foi adicionada a ele por Eustáquio de Antioquia para combater os arianos, embora isso seja rejeitado por alguns estudiosos.  É mais provável que tenha sido escrito na época de Pedro, o Pisoeiro, que impôs seu uso como uma espécie de "teste de ortodoxia contra o nestorianismo".  Aqueles que entenderam o hino como sendo dirigido à Trindade (como João Damasceno ) censuraram Pedro por propagar o ensino dos teopasquitas. A tentativa do imperador Anastácio I de adotar a adição em 512 em Constantinopla resultou em um motim. 
Se o Triságio deve ser entendido como dirigido à Santíssima Trindade ou a Deus Filho tem sido uma questão de discórdia, particularmente entre aqueles que aprovaram o concílio de Calcedônia e aqueles que eram contra ele. Mas, à luz da ampla adoção do hino com a adição acima ('que foste crucificado por nós'), Calandiono, Bispo de Antioquia, procurou apaziguar a controvérsia em torno dele prefixando as palavras 'Cristo, Rei'. Isso teve o efeito de fazer com que o hino se referisse diretamente ao Verbo encarnado: Deus Santo, Santo e Forte, Santo e Imortal, Cristo, Rei, que fostes crucificado por nós, tende misericórdia de nós. Embora talvez bem-intencionado, esse esforço de emenda foi finalmente rejeitado.
Mais tarde, Severo, que era o Patriarca Não-Calcedônio de Antioquia, escreveu para provar a atribuição correta do hino ao Filho de Deus, e tornou o uso da versão emendada padrão em sua diocese.
O octogésimo primeiro cânone do Concílio de Trullo anatematizou qualquer um que permitisse que o Triságio fosse modificado pela adição de "que foi crucificado por nós" ou qualquer outra modificação.  
No século XI, o Papa Gregório VII (1073–1085) escreveu aos armênios, que ainda usavam a fórmula emendada, instruindo-os a evitar qualquer ocasião de escândalo removendo as adições, que o Papa Gregório argumenta (incorretamente) que nem a Igreja Romana nem nenhuma Igreja Oriental (exceto os próprios armênios) haviam adotado. A liminar parece ter sido ignorada. Quando, séculos mais tarde, a união católica romana com os armênios foi novamente discutida, uma questão foi dirigida (30 de janeiro de 1635) à Congregatio de Propaganda Fide sobre se os católicos armênios ainda poderiam usar a fórmula "que sofreram por nós". O pedido foi respondido negativamente. No entanto, os católicos armênios continuam a usar a fórmula tradicional.
Variações da fórmula tradicional e da atribuição trinitária também são encontradas na liturgia ortodoxa armênia. Nestes, o hino é dirigido ao Redentor, e as versões variam de acordo com a festa ou ofício. Assim, a fórmula de Pedro, o Pisoeiro (acima) é usada em todas as sextas-feiras; em todos os domingos: 'ressuscitado dos mortos'; na Quinta-feira Santa: 'traído por nós'; no Sábado Santo: 'sepultado por nós'; na Festa da Dormição da Theotokos: 'que veio à morte da Santa Mãe e Virgem'; nas festas da Santa Cruz: 'que foi crucificado por nós'; para a celebração de casamentos: 'que se fez carne por nós', etc.
As Igrejas Ortodoxa Copta, Ortodoxa Siríaca, Ortodoxa Malankara e outras Igrejas Ortodoxas Orientais também usam a fórmula "crucificado por nós", com pequenas variações sazonais do uso armênio.

## Uso

### Na Divina Liturgia
Quando o Triságio é cantado durante a Divina Liturgia do Rito Bizantino, antes do Prokeimenon do Evangelho que precede a leitura da Epístola, ele é normalmente cantado três vezes com uma das muitas melodias compostas para ele. Em seguida, canta-se Glória... Agora... , a segunda metade do Triságio uma vez e, finalmente, todo o Triságio uma quarta vez:
Deus Santo, Santo [e] Poderoso, Santo [e] Imortal, tende piedade de nós.
Deus Santo, Santo [e] Poderoso, Santo [e] Imortal, tende piedade de nós.
Deus Santo, Santo [e] Poderoso, Santo [e] Imortal, tende piedade de nós.
Glória ao Pai, ao Filho e ao Espírito Santo, agora e sempre e pelos séculos dos séculos. Amém.
Santo e Imortal, tende piedade de nós.
Deus Santo, Santo e Poderoso, Santo e Imortal, tende piedade de nós.
Por outro lado, no uso das outras Igrejas Orientais não Bizantinas, o Triságio é simplesmente cantado três vezes, sem Glória... Agora... .
No Rito Siríaco Oriental, usado pela Igreja Assíria do Oriente e pela Igreja Católica Siro-Malabar, o Triságio é cantado no início do Santo Qurbana, antes das Leituras do Antigo Testamento.
No Rito Siríaco Ocidental, usado pela Igreja Ortodoxa Siríaca, Igreja Síria Malankara Mar Thoma, Igreja Síria Ortodoxa Malankara, Igreja Católica Siríaca, Igreja Católica Siro-Malankara e, de forma híbrida, pela Igreja Maronita e outros ritos derivados do Cristianismo Siríaco, o Trisagion é cantado no início do Santo Qurbana (Liturgia Divina), após as Leituras do Antigo Testamento e o Hino Introdutório.
No Rito Armênio, usado pela Igreja Ortodoxa Armênia e pela Igreja Católica Armênia, o Triságio ocorre no início da Divina Liturgia, depois do tropário do Monogenes (Filho Unigênito) e da primeira Antífona do Meio-dia. O coro canta o Triságio durante a entrada menor dos Livros Evangelísticos.
O Triságio também tem um lugar semelhante nas liturgias da Igreja Ortodoxa Copta de Alexandria, da Igreja Ortodoxa Etíope de Tewahedo e da Igreja Ortodoxa Eritreia de Tewahedo, bem como da Igreja Católica Copta e da Igreja Católica Etíope.

## Igreja Latina

#### Na liturgia latina
Na Igreja Latina, o principal uso regular do Trisagion é na Sexta-feira Santa, quando é cantado durante a cerimônia da Adoração da Cruz, in Popule meus. Na Capela Sistina, o cenário tradicional foi o cenário musical polifônico de Palestrina. Durante este serviço, o hino é cantado por dois coros, alternadamente em grego e latim, originalmente dois coros antifonais grego e latino, como segue:
Coro Grego (Primeiro): Hágios ho Theós. (Deus Santo)
Coro Latino (Segundo): Sanctus Deus.
Coro grego (primeiro): Hágios iskhūrós. (Santo Forte)
Coro Latino (Segundo): Sanctus fortis.
Coro grego (primeiro): Hágios āthánatos, eléēson hēmâs. (Santo Imortal, tende piedade de nós)
Coro Latino (Segundo): Sanctus immortális, miserére nobis.
O hino é cantado dessa maneira três vezes, respondendo às três primeiras das doze reprovações.
Na Igreja Latina, o Triságio é empregado na hora da Prima, nas Preces feriais, nas férias do Advento e da Quaresma e nas Vigílias comuns. Existe um Terço da Santíssima Trindade usado pela Ordem da Santíssima Trindade chamado 'O Triságio' ou 'Triságio Angélico', que faz uso de ambas as formas do Trisagion.  Também ocorre no Pequeno Ofício da Santíssima Virgem e no Terço da Divina Misericórdia.

#### Devoções católicas latinas
Na Igreja Latina, uma indulgência de 100 dias era antigamente associada ao Triságio, quando rezada uma vez por dia juntamente com o Sanctus, com o coração contrito para adorar a Santíssima Trindade. 
Uma oração semelhante ao Triságio faz parte do Terço da Divina Misericórdia:
Deus Santo, Deus Forte, Deus Imortal, tende piedade de nós e do mundo inteiro.
É referida como a “oração ao Deus Santo” e é dita perto do final do terço. 